# Delīābād
Delīābād (persiska: دلی آباد) är en ort i Iran.   Den ligger i provinsen Lorestan, i den västra delen av landet, 300 km sydväst om huvudstaden Teheran. Delīābād ligger 1 514 meter över havet och antalet invånare är 509.
Terrängen runt Delīābād är varierad. Runt Delīābād är det ganska tätbefolkat, med 116 invånare per kvadratkilometer. Närmaste större samhälle är Aznā, 17,6 km sydost om Delīābād. Trakten runt Delīābād består till största delen av jordbruksmark.